# Южна Биоко
Южна Биоко (на испански: Bioko Sur) е провинция на Екваториална Гвинея. Обхваща южната част на остров Биоко, разположен в Атлантическия океан. Площта на провинцията е 1241 квадратни километра, а населението, по данни от юли 2015 г., е 34 674 души. Столицата на провинцията е град Луба, разположен на около 50 километра от столицата на Екваториална Гвинея – Малабо и с население от около 7000 души.